# Dwight Schultz
William Dwight Schultz (Baltimora, 24 novembre 1947) è un attore e doppiatore statunitense.
Tra le interpretazioni televisive per le quali risulta più noto figurano quelle del personaggio di Murdock in A-Team e quello di Reginald Barclay in Star Trek TNG e Voyager.

## Biografia
Ha recitato in diverse serie televisive quali CHiPs, Perry Mason e Stargate SG-1, ma il personaggio che lo ha reso maggiormente celebre è stato quello del capitano Murdock ("Murdock il matto") nella serie televisiva A-Team. 
Nel 1990 entra a far parte del franchise di fantascienza Star Trek, interpretando il personaggio dell'insicuro Reginald Barclay, che appare in 4 episodi della serie televisiva Star Trek: The Next Generation, tra il 1990 e il 1994, nel film Primo contatto (Star Trek: First Contact), nel 1996, e in 7 episodi della serie televisiva Star Trek: Voyager, tra il 2000 e il 2001. Schultz presta inoltre la voce al personaggio nel videogioco del 2003 Star Trek: Elite Force II.
Come doppiatore ha inoltre prestato la voce a Dingodile e Fake Crash, nel videogioco Crash Nitro Kart, e al Dr. Animus in Ben 10.

## Vita privata
Sposato dal 1983 con l'attrice Wendy Fulton, ha due figli.

## Filmografia parziale

### Attore

#### Cinema
- Un'ombra nel buio, regia di Edward Bianchi (1981)
- Nel buio da soli, regia di Jack Sholder  (1982)
- L'ombra di mille soli, regia di Roland Joffé (1989)
- La lunga strada verso casa, regia di Richard Pearce (1990)
- Maledetta ambizione, regia di Tom Holland (1993)
- Primo contatto, regia di Jonathan Frakes (1996)
- A-Team, regia di Joe Carnahan (2010)

#### Televisione
- CHiPs - serie TV, episodio 4x18 (1981)
- Bitter Harvest - film TV, regia di Roger Young (1981)
- Mary Benjamin (Nurse) - serie TV, 1 episodio (1981)
- Hill Street giorno e notte (Hill Street Blues) - serie TV, episodio 1x11 (1981)
- When Your Lover Leaves - film TV (1983)
- A-Team (The A-Team) - serie TV, 96 episodi (1983-1987)
- Alfred Hitchcock presenta (Alfred Hitchcock Presents) - serie TV, 1 episodio (1987)
- Perry Mason: Lo spirito del male (Perry Mason: The Case of the Sinister Spirit) - film TV, regia di Richard Lang (1987)
- Due come noi (Jake and the Fatman) - serie TV, 1 episodio (1987)
- Perry Mason: Partitura mortale (Perry Mason: The Case of the Musical Murder) - film TV, regia di Christian I. Nyby II (1989)
- A Killer Among Us film TV, regia di Peter Levin (1990)
- Star Trek: The Next Generation - serie TV, 5 episodi (1990-1994) - Reginald Barclay
- Last Wish - film TV (1992)
- Infanzia negata (Child of Rage), regia di Larry Peerce (1992)
- Woman with a Past - film TV (1992)
- Victim of Love: The Shannon Mohr Story - film TV (1993)
- Babylon 5 - serie TV, episodio 2x05 (1994)
- Menendez: A Killing in Beverly Hills - film TV, regia Larry Elikann (1994)
- Weird Science - serie TV, 1 episodio (1994)
- Oltre i limiti (The Outer Limits) - serie TV episodio 1x20 (1995)
- Le nuove avventure di Flipper (Flipper) - serie TV, episodio 1x03 (1995)
- Deadly Games - serie TV, 1 episodio (1995)
- Un detective in corsia (Diagnosis: Murder) - serie TV, 2 episodi (1995-1997)
- Star Trek: Voyager - serie TV, 6 episodi (1995-2001) - Reginald Barclay
- Un filo nel passato (Nowhere Man) - serie TV, 1 episodio (1996)
- Il tocco di un angelo (Touched by an Angel) - serie TV, episodio 3x02 (1996)
- Cuore e batticuore (Hart to Hart) - film TV, episodio Hart to Hart: Till Death Do Us Hart (1996)
- Stargate SG-1 - serie TV, episodio 2x04 (1998)
- Fantasy Island - serie TV, episodio 1x13 (1999)
- Walker Texas Ranger (Walker, Texas Ranger) - serie TV, episodio 8x03 (1999)
- The Agency - serie TV, episodio 1x07 (2001)

### Doppiatore
- Lois & Clark - Le nuove avventure di Superman - serie TV, episodio 4x16 (1997)
- Alexander - Cronache di guerra di Alessandro il Grande, serie animata (1997)
- CatDog - serie animata (1998-2001)
- Golgo 13: Queen Bee, film di animazione (1998)
- Spawn - serie animata, 1 episodio (1999)
- La famiglia della giungla - serie animata, 1 episodio (1999)
- I Griffin - serie animata, episodi 2x02 e 2x10 (1999-2000)
- Vampire Hunter D: Bloodlust, film di animazione, regia di Yoshiaki Kawajiri (2000)
- Invader Zim - serie animata (2001-2002)
- Johnny Bravo - serie animata, episodio Episodi di Johnny Bravo#Speciali (2001)
- Ninja Scroll: The Series - serie animata (2003)
- The Chronicles of Riddick: Dark Fury, film di animazione, regia di Peter Chung (2003)
- Animatrix (The Animatrix) - film di animazione (2003)
- I gemelli Cramp - serie animata, episodio 1x01 (2003)
- I Rugrats - serie animata, episodio 9x04 (2003)
- Star Trek: Elite Force II - videogioco (2003)
- Van Helsing - La missione londinese, film di animazione, regia di Sharon Bridgeman (2004)
- La profezia di Kaena, film di animazione, regia di Chris Delaporte (2004)
- Le tenebrose avventure di Billy e Mandy - serie animata (2004-2006)
- Yakuza - videogioco (2005)
- Asterix e i vichinghi, film di animazione, regia di Stefan Fjeldmark e Jesper Møller (2006)
- Ultimate Avengers 2, film di animazione, regia di Will Meugniot e Dick Sebast (2006)
- Avatar - La leggenda di Aang - serie animata, episodio 2x16 (2006)
- Tekkonkinkreet - Soli contro tutti, film di animazione, regia di Michael Arias (2006)
- Catscratch - serie animata, episodio Blikmail (2006)
- Ben 10 - serie animata (2006-2007)
- Afro Samurai - serie animata (2007)
- Ben 10 - Il segreto dell'Omnitrix, film di animazione, regia di Sebastian Montes e Scooter Tidwell (2007)
- Chowder - Scuola di cucina - serie animata (2007-2010)
- Ben 10 - Forza aliena - serie animata, episodio 2x08 (2008)
- Batman: Under the Red Hood, film di animazione, regia di Brandon Vietti (2010)
- Ben 10: Ultimate Alien - serie animata (2010-2012)
- Scooby-Doo! Mystery Incorporated - serie animata, episodio 1x17 (2011)
- Ben 10: Destroy All Aliens, film di animazione, regia di Victor Cook (2012)
- Avengers - I più potenti eroi della Terra - serie animata, episodio 2x02 (2012)
- Kung Fu Panda - Mitiche avventure - serie animata, episodio 3x08 (2013)
- Ben 10: Omniverse - serie animata (2013)
- Avengers Assemble - serie animata (2013)
- Wander - serie animata, episodi 1x34 e 1x35 (2014)
- Tutti pazzi per Re Julien - serie animata, 10 episodi (2014-2017)
- Harvey Beaks - serie animata, episodio 1x01 (2015)
- Teen Titans Go! - serie animata, episodio 2x38 (2015)
- Kirby Buckets - serie TV, episodio 2x01 (2015)
- Ultimate Spider-Man - serie animata (2015)
- Teenage Mutant Ninja Turtles - Tartarughe Ninja - serie animata, episodio 4x03 (2015)
- Barbie avventura stellare, film di animazione, regia di Andrew Tan e Michael Goguen (2016)
- Ben 10 - serie animata (2016-2019)
- Deep - Un'avventura in fondo al mare, film di animazione, regia di Julio Soto Gùrpide (2017)
- All Hail King Julien: Exiled - serie animata (2017)
- Lego DC Comics Super Heroes: The Flash, film di animazione, regia di Ethan Spaulding (2018)
- The Powerpuff Girls - serie animata, 4 episodi (2018)
- Marvel's Spider-Man - Videogioco (2018)
- Klaus - I segreti del Natale, film di animazione, regia di Sergio Pablos (2019)
- Young Justice: Outsiders - serie animata, 1 episodio (2019)
- Happy Halloween, Scooby-Doo!, film di animazione, regia di Maxwell Atoms (2020)

## Doppiatori italiani
Nelle versioni in italiano delle opere in cui ha recitato, Dwight Schultz è stato doppiato da:
- Massimo Lodolo in Due come noi, Star Trek: Voyager
- Saverio Moriones in A-Team (st. 3-5), A-Team (film)
- Roberto Pedicini in A-Team (st. 1-2)
- Sandro Acerbo in Star Trek: The Next Generation (ep. 3x21)
- Antonio Sanna in Star Trek: The Next Generation (st. 4-7)
- Michele Kalamera in Star Trek: Voyager (ep. 2x03)
- Francesco Pannofino in Alfred Hitchcock presenta
- Carlo Cosolo in Perry Mason
- Claudio De Davide ne Il prezzo del passato
- Luca Biagini in Maledetta ambizione

Da doppiatore è sostituito da:
- Vittorio Amandola in Van Helsing - La missione londinese
- Massimo Milazzo in Ben 10
- Domenico Brioschi in Chowder - Scuola di cucina
- Gianni Gaude in Marvel's Spider-Man[1]
- Aldo Stella in Batman: Arkham Shadow